# Camblain-Châtelain
Camblain-Châtelain est une commune française située dans le département du Pas-de-Calais en région Hauts-de-France. Ses habitants sont appelés les Camblinois. Sa population est de 1 766 habitants au recensement de 2022. La commune est membre de la communauté d'agglomération de Béthune-Bruay, Artois-Lys Romane.

## Géographie

### Localisation
Localisée dans l'est du département du Pas-de-Calais, Camblain-Châtelain est une commune de la vallée de la Clarence située, à vol d'oiseau, à 13 km au sud-ouest de la commune de Béthune (chef-lieu d'arrondissement) et limitrophe de la commune d'Auchel.
Le territoire de la commune est limitrophe de ceux de neuf communes.
Les communes limitrophes sont Cauchy-à-la-Tour, Marest, Ourton, Pernes, Bours, Calonne-Ricouart, Diéval, Divion et Floringhem.

### Géologie et relief
La superficie de la commune est de 10,04 km2 ; son altitude varie de 51  à   177 m.

### Hydrographie
Le territoire de la commune est situé dans le bassin Artois-Picardie.
La commune est traversée par la Clarence, rivière d'une longueur de 33 km, qui prend sa source dans la commune de Sains-lès-Pernes et se jette dans la Vieille Lys aval au niveau de la commune de Calonne-sur-la-Lys,.

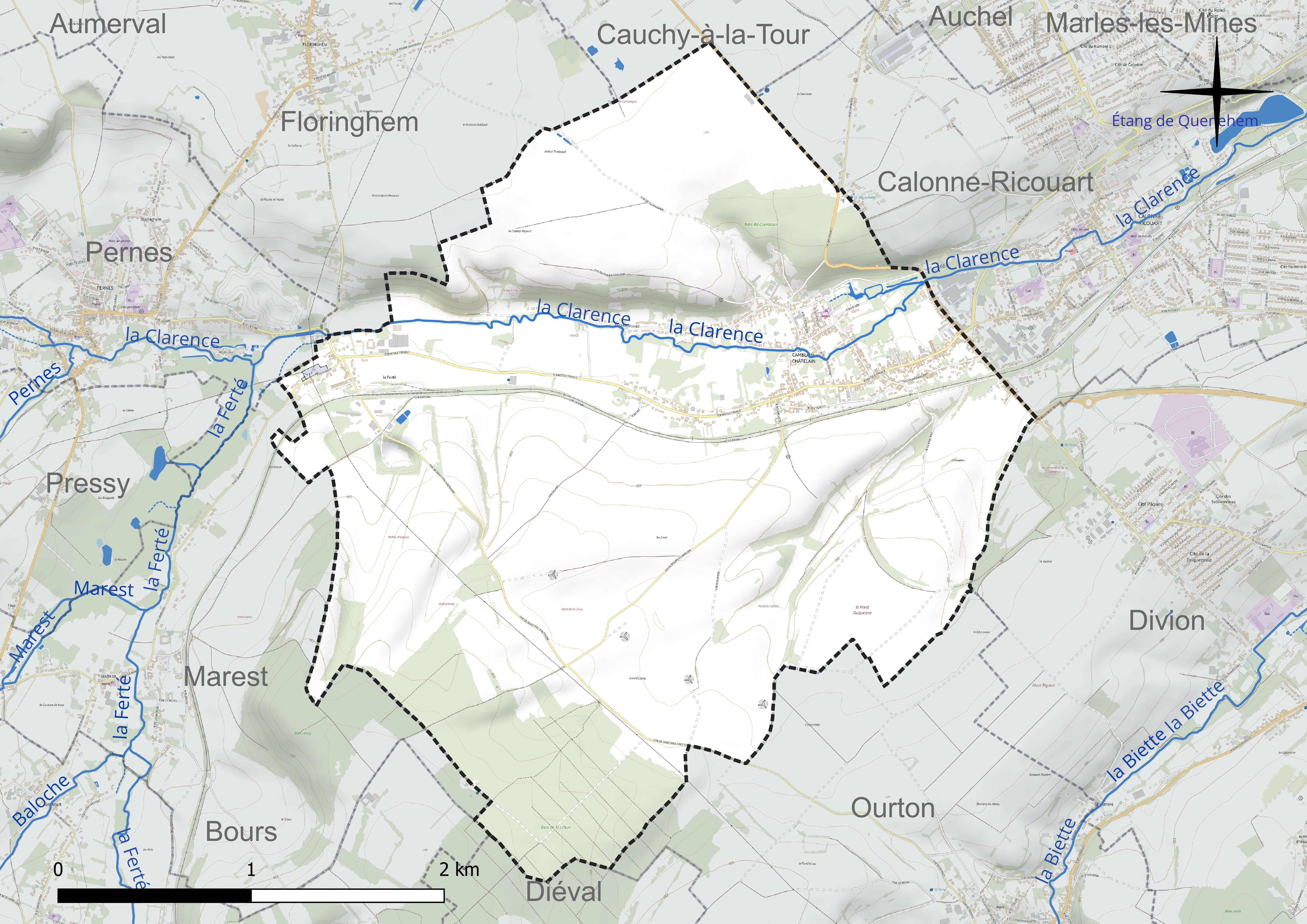
Réseau hydrographique de Camblain-Châtelain.

### Climat
Pour des articles plus généraux, voir Climat des Hauts-de-France et Climat du Nord-Pas-de-Calais.
En 2010, le climat de la commune est de type climat des marges montargnardes, selon une étude du CNRS s'appuyant sur une série de données couvrant la période 1971-2000. En 2020, Météo-France publie une typologie des climats de la France métropolitaine dans laquelle la commune est exposée à un climat océanique et est dans la région climatique Côtes de la Manche orientale, caractérisée par un faible ensoleillement (1 550 h/an) ; forte humidité de l’air (plus de 20 h/jour avec humidité relative > 80 % en hiver), vents forts fréquents.
Pour la période 1971-2000, la température annuelle moyenne est de 10 °C, avec une amplitude thermique annuelle de 14,1 °C. Le cumul annuel moyen de précipitations est de 834 mm, avec 13,5 jours de précipitations en janvier et 9,2 jours en juillet. Pour la période 1991-2020, la température moyenne annuelle observée sur la station météorologique la plus proche, située sur la commune de Lillers à 9 km à vol d'oiseau, est de 11,1 °C et le cumul annuel moyen de précipitations est de 731,5 mm,. Pour l'avenir, les paramètres climatiques de la commune estimés pour 2050 selon différents scénarios d'émission de gaz à effet de serre sont consultables sur un site dédié publié par Météo-France en novembre 2022.

### Milieux naturels et biodiversité

#### Espace protégé et géré
La protection réglementaire est le mode d’intervention le plus fort pour préserver des espaces naturels remarquables et leur biodiversité associée.
Dans ce cadre, on trouve sur le territoire de la commune un terrain géré par le conservatoire d'espaces naturels des Hauts-de-France : le coteau du mont Caillou, d'une superficie de 0,466 ha.

## Urbanisme

### Typologie
Au 1er janvier 2024, Camblain-Châtelain est catégorisée ceinture urbaine, selon la nouvelle grille communale de densité à sept niveaux définie par l'Insee en 2022.
Elle appartient à l'unité urbaine de Béthune, une agglomération inter-départementale regroupant 94  communes, dont elle est une commune de la banlieue,,. Par ailleurs la commune fait partie de l'aire d'attraction d'Auchel - Lillers, dont elle est une commune du pôle principal,. Cette aire, qui regroupe 29 communes, est catégorisée dans les aires de 50 000 à moins de 200 000 habitants,.

### Occupation des sols
L'occupation des sols de la commune, telle qu'elle ressort de la base de données européenne d’occupation biophysique des sols Corine Land Cover (CLC), est marquée par l'importance des territoires agricoles (75,6 % en 2018), en augmentation par rapport à 1990 (74,5 %). La répartition détaillée en 2018 est la suivante : 
terres arables (75,6 %), forêts (13 %), zones urbanisées (11,4 %). L'évolution de l’occupation des sols de la commune et de ses infrastructures peut être observée sur les différentes représentations cartographiques du territoire : la carte de Cassini (XVIIIe siècle), la carte d'état-major (1820-1866) et les cartes ou photos aériennes de l'IGN pour la période actuelle (1950 à aujourd'hui).

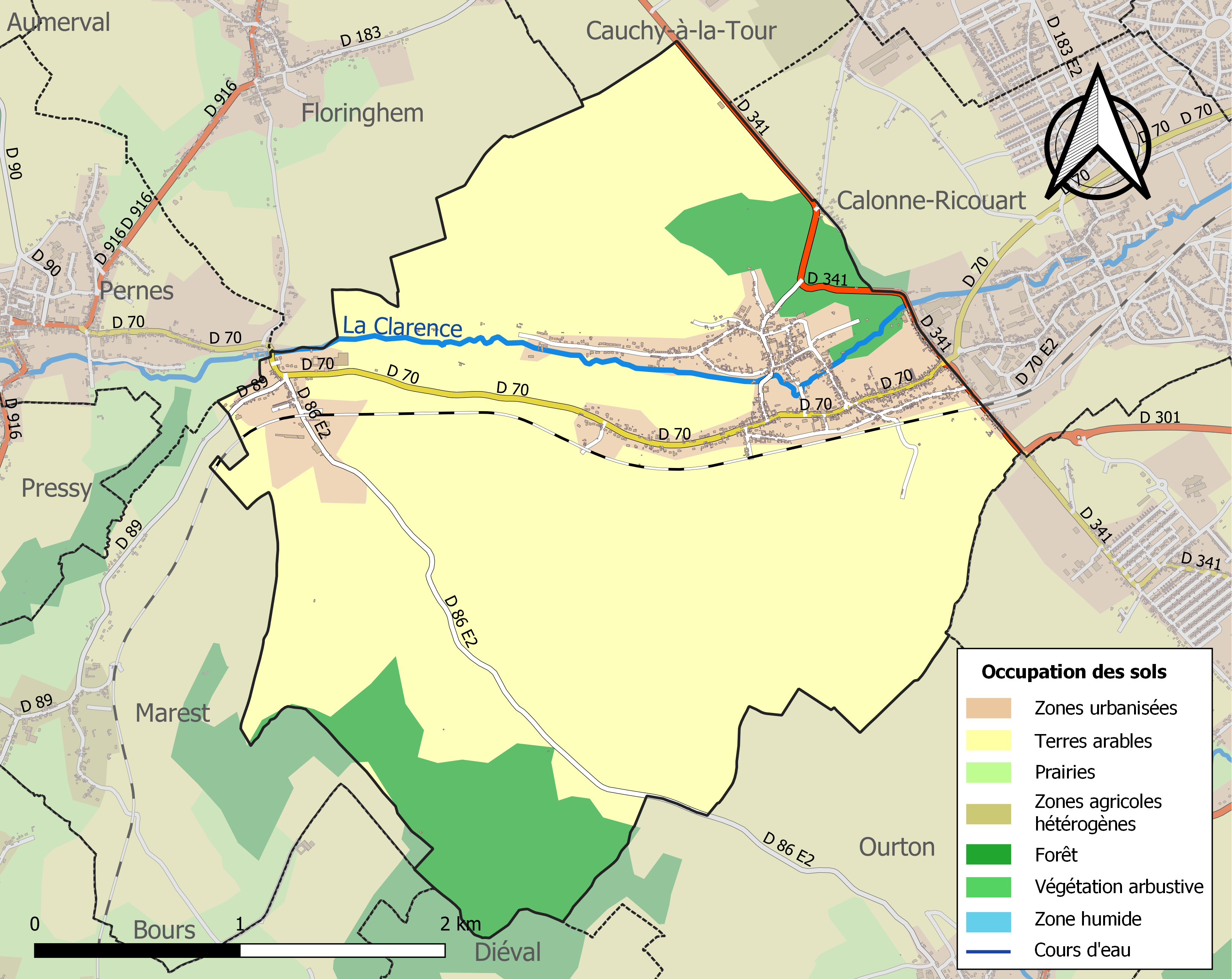
Carte des infrastructures et de l'occupation des sols de la commune en 2018 (CLC).

### Voies de communication et transports

#### Voies de communication
La commune est desservie par la route départementale D 70 et est limitrophe, au nord-est, de la D 341 dite chaussée Brunehaut reliant Arras à Thérouanne.

#### Transport ferroviaire

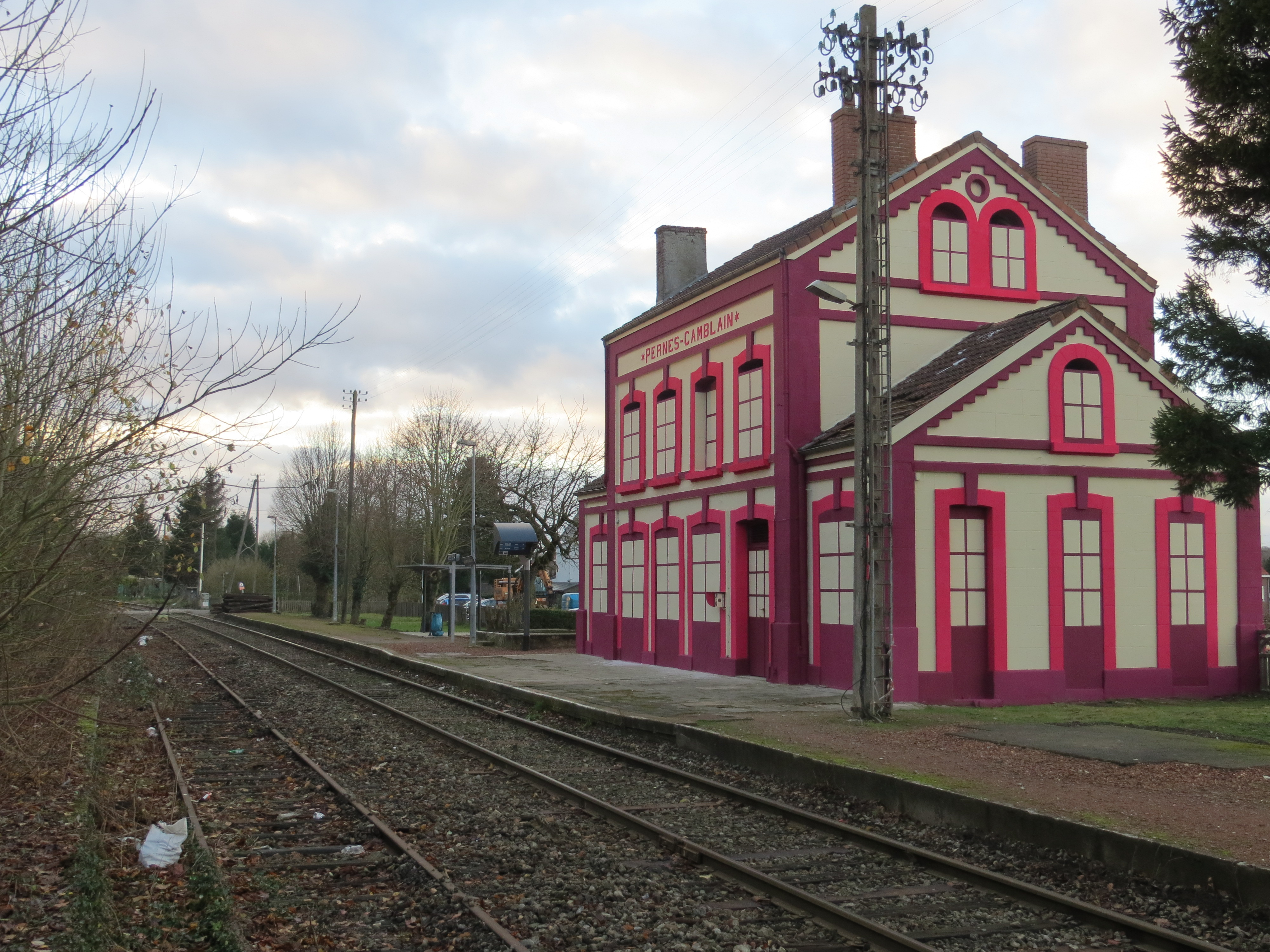
La gare.

Sur la commune se trouve la gare de Pernes - Camblain, située sur la ligne de ligne de Fives à Abbeville, desservie par des trains TER Hauts-de-France.

## Toponymie
Le nom de la localité est attesté sous les formes Camlin (1135) ; Cambin (1154) ; Cumblin (XIIe siècle) ; Camblin (1202) ; Canbelin (1211) ; Camblign (1216) ; Cambling (1255) ; Cambelin (XIIIe siècle) ; Cambeling (1319) ; Cambelain-le-Chastellain (1481) ; Camblain-Castellain (XVIe siècle), Camblin Chatelain (1793) Camblin et Camblain-Châtelain depuis 1801.
Albert Dauzat et Charles Rostaing dans leur Dictionnaire étymologique des noms de lieux de France indiquent que Camblain serait issu du latin campus associé à blin ou belain, surnom de mouton.

## Politique et administration

### Découpage territorial
La commune se trouve dans l'arrondissement de Béthune du département du Pas-de-Calais, depuis 1801.

#### Commune et intercommunalités
La commune est membre de la communauté d'agglomération de Béthune-Bruay, Artois-Lys Romane qui regroupe 100 communes et compte 275 327 habitants en 2021.

#### Circonscriptions administratives
La commune est rattachée au canton de Houdain de 1801 à 2014, et, depuis 2015, au canton d'Auchel.

#### Circonscriptions électorales
Pour l'élection des députés, la commune fait partie de la dixième circonscription du Pas-de-Calais.

### Élections municipales et communautaires

#### Liste des maires
| Période                                  | Période                      | Identité        | Étiquette | Qualité                                        |
| ---------------------------------------- | ---------------------------- | --------------- | --------- | ---------------------------------------------- |
| Les données manquantes sont à compléter. |                              |                 |           |                                                |
| 1965                                     | 1977                         | Henri Déon      |           |                                                |
| 1977                                     | 1983                         | Gilbert Vincent | PS        |                                                |
| 1983                                     | 2001                         | André Mongy     |           |                                                |
| 2001                                     | 2010                         | Yves Leleu      |           | Démissionnaire                                 |
| 2010                                     | 2014,                        | Joël Deloffre   |           |                                                |
| 2014                                     | En cours (au 3 février 2022) | Lélio Pedrini   | SE        | Fonctionnaire, Réélu pour le mandat 2020-2026, |

## Équipements et services publics

### Justice, sécurité, secours et défense
La commune dépend du tribunal judiciaire de Béthune, du conseil de prud'hommes de Béthune, de la cour d'appel de Douai, du tribunal de commerce d'Arras, du tribunal administratif de Lille, de la cour administrative d'appel de Douai et du tribunal pour enfants de Béthune.

## Population et société

### Démographie
Les habitants de la commune sont appelés les Camblinois.

#### Évolution démographique
L'évolution du nombre d'habitants est connue à travers les recensements de la population effectués dans la commune depuis 1793. Pour les communes de moins de 10 000 habitants, une enquête de recensement portant sur toute la population est réalisée tous les cinq ans, les populations de référence des années intermédiaires étant quant à elles estimées par interpolation ou extrapolation. Pour la commune, le premier recensement exhaustif entrant dans le cadre du nouveau dispositif a été réalisé en 2007.

En 2022, la commune comptait 1 766 habitants, en évolution de −0,62 % par rapport à 2016 (Pas-de-Calais : −0,72 %, France hors Mayotte : +2,11 %).
| 1793 | 1800 | 1806 | 1821 | 1831 | 1836 | 1841 | 1846 | 1851 |
| ---- | ---- | ---- | ---- | ---- | ---- | ---- | ---- | ---- |
| 576  | 523  | 639  | 559  | 615  | 698  | 706  | 734  | 750  |

| 1856 | 1861 | 1866 | 1872 | 1876 | 1881 | 1886 | 1891  | 1896  |
| ---- | ---- | ---- | ---- | ---- | ---- | ---- | ----- | ----- |
| 752  | 807  | 796  | 793  | 832  | 860  | 963  | 1 172 | 1 311 |

| 1901  | 1906  | 1911  | 1921  | 1926  | 1931  | 1936  | 1946  | 1954  |
| ----- | ----- | ----- | ----- | ----- | ----- | ----- | ----- | ----- |
| 1 553 | 1 804 | 2 053 | 2 244 | 2 114 | 2 105 | 1 958 | 2 051 | 1 949 |

| 1962  | 1968  | 1975  | 1982  | 1990  | 1999  | 2006  | 2007  | 2012  |
| ----- | ----- | ----- | ----- | ----- | ----- | ----- | ----- | ----- |
| 2 008 | 1 956 | 1 880 | 1 710 | 1 629 | 1 581 | 1 604 | 1 607 | 1 763 |

| 2017  | 2022  | - | - | - | - | - | - | - |
| ----- | ----- | - | - | - | - | - | - | - |
| 1 764 | 1 766 | - | - | - | - | - | - | - |

#### Pyramide des âges
La population de la commune est relativement jeune.
En 2018, le taux de personnes d'un âge inférieur à 30 ans s'élève à 39,0 %, soit au-dessus de la moyenne départementale (36,7 %). À l'inverse, le taux de personnes d'âge supérieur à 60 ans est de 23,0 % la même année, alors qu'il est de 24,9 % au niveau départemental.
En 2018, la commune comptait 863 hommes pour 911 femmes, soit un taux de 51,35 % de femmes, légèrement inférieur au taux départemental (51,5 %).
Les pyramides des âges de la commune et du département s'établissent comme suit.
| Hommes | Classe d’âge | Femmes |
| ------ | ------------ | ------ |
| 0,2    | 90 ou +      | 0,7    |
| 6,5    | 75-89 ans    | 8,7    |
| 14,6   | 60-74 ans    | 15,3   |
| 16,2   | 45-59 ans    | 17,3   |
| 20,6   | 30-44 ans    | 21,5   |
| 18,2   | 15-29 ans    | 16,1   |
| 23,6   | 0-14 ans     | 20,4   |

| Hommes | Classe d’âge | Femmes |
| ------ | ------------ | ------ |
| 0,5    | 90 ou +      | 1,6    |
| 5,6    | 75-89 ans    | 8,9    |
| 16,7   | 60-74 ans    | 18,1   |
| 20,2   | 45-59 ans    | 19,2   |
| 18,9   | 30-44 ans    | 18,1   |
| 18,2   | 15-29 ans    | 16,2   |
| 19,9   | 0-14 ans     | 17,9   |

## Culture locale et patrimoine

### Lieux et monuments
- L'église Saint-Vaast.
- La gare de Pernes-Camblain.
- Le monument aux morts[34].

### Héraldique
| Blason de Camblain-Châtelain | Blason  | Écartelé : aux 1er et 4e bandé d'argent et d'azur, aux 2e et 3e contre-écartelé d'or et de sable. |
| Blason de Camblain-Châtelain | Détails | Adopté par la municipalité le 27 mai 1969.                                                        |

## Pour approfondir

#### Bases de données, dictionnaires et encyclopédies
- Ressources relatives à la géographie :   - Insee (communes)
  - Ldh/EHESS/Cassini
- Ressource relative à plusieurs domaines :   - Annuaire du service public français
- Notices d'autorité :   - BnF (données)